# Калайджии
Калайджии е село в Северна България. То се намира в община Златарица, област Велико Търново.

## География
Село Калайджии се намира в планински район. Разположено е в Средния Предбалкан. Селището се простира по протежението на хълм, срещу който се намира с. Резач (на 4 км), към което има ясна видимост.
Село Калайджии отстои на 44 км от Велико Търново и на 40 км от Горна Оряховица.
Разположено е в район с умереноконтинентален климат, отличаващ се с хладна зима и горещо лято.

## История
След 1952-1953 година, в селото се заселват българо – мохамедани, поради насилственото им изселване от областта на Родопите и провежданите срещу тях принуди.

## Население
Преброяване на населението през 2011 г.
Численост и дял на етническите групи според преброяването на населението през 2011 г.:
|                     | Численост | Дял (в %) |
| Общо                | 132       | 100,00    |
| Българи             | 87        | 65,90     |
| Турци               | 26        | 19,69     |
| Цигани              | 0         | 0,00      |
| Други               | 0         | 0,00      |
| Не се самоопределят | 16        | 12,12     |
| Неотговорили        | 1         | 0,75      |

## Комплекс „Балканъ“
В село Калайджии е построен почивен комплекс, състоящ се от ресторант, няколко вили, хотел, спа център, басейн, футболни и баскетболни игрища, тенис на корт и други удобства и средства за забавление, на място с гледка към околните хълмове на Стара планина. Очаква се да привлече родни и чуждестранни туристи поради модерното строителство и разположението му, даващо възможност за приятна почивка в сърцето на Предбалкана.

## Редовни събития
Съборът на селото се провежда през месец Септември.

## Природа
Селото се намира в зона на широколистни и смесени гори. Животинският свят е отличителен за природната зона – срещат се лисица, вълк, глиган, дребни гризачи, сокол, язовец, заек, бялка и др.